# Mode (astrologie)
Pour les articles homonymes, voir Mode.
En astrologie, le mode, qu'il soit cardinal, fixe ou mutable, est une caractéristique attribuée à chaque signe du zodiaque et, par analogie, à l'élément apparenté, selon sa correspondance avec une phase de la saison à laquelle il appartient.

## Signes du printemps
- Cardinal Feu : Bélier
- Fixe Terre : Taureau
- Mutable Air : Gémeaux

## Signes de l'été
- Cardinal Eau : Cancer
- Fixe Feu  : Lion
- Mutable Terre : Vierge

## Signes de l'automne
- Cardinal Air : Balance
- Fixe Eau : Scorpion
- Mutable Feu : Sagittaire

## Signes de l'hiver
- Cardinal Terre : Capricorne
- Fixe Air : Verseau
- Mutable Eau : Poissons